# وودالیان‌چی
وودالیان‌چی (به چینی: 五大连池市)، یک شهر (در سطح شهرستان) در چین است که در تابعیت شهر هئی‌هه (شهر در سطح ولایت)، استان هئی‌لونگ‌جیانگ واقع شده‌است.
این شهر از طریق آزادراه ملی G1211 به شهر بئی‌آن، و از بئی‌آز، از طریق آزادراه‌های دیگر، به شهر هئی‌هه و مرکز استان هئی‌لونگ‌جیانگ، شهر هاربین، متصل شده است. آزادراه ملی در دست ساخت G1213 نیز این شهر را به شهر نن‌جیانگ متصل خواهد کرد.

## تقسیمات اداری
شهر وودالیان‌چی به ۱ ناحیه، ۷ شهرک و ۴ قصبه تابعه تقسیم شده است. بیست و چهار «میدان» هم‌سطح قصبه نیز تابع این شهرستان می‌باشند، مانند نواحی اداری مزارع، مراتع، و معادن.
- ناحیه چینگ‌شان (青山街道، Qīngshān jiēdào)

- شهرک توان‌جیه (团结镇، Tuánjié zhèn)
- شهرک چاویانگ(朝阳山镇، Cháoyángshān zhèn)
- شهرک شوانگ‌چوان (双泉镇، Shuāngquán zhèn)
- شهرک شین‌فا (新发镇، Xīnfā zhèn)
- شهرک شینگ‌لونگ (兴隆镇، Xīnglóng zhèn)
- شهرک لونگ (اژدها) (龙镇، Lóng zhèn)
- شهرک وودالیان‌چی (五大连池镇، Wǔdàliánchí zhèn)
- شهرک هه‌پینگ (和平镇، Hépíng zhèn)

- قصبه تای‌پینگ (太平乡، Tàipíng xiāng)
- قصبه جیان‌شه (建设乡، Jiànshè xiāng)
- قصبه خینگان (شینگ‌آن) (兴安乡، Xìng'ān xiāng)